# T-90 Bhishma
El T-90 Bhishma (una evolución directa del T-90S) es el carro de combate principal más moderno en servicio en el Ejército de la India. La India comenzó a fabricar su propio modelo con asesoría rusa en la variante conocida como el T-90S Bhishma , donde sistemas críticos de puntería, miras y de navegación han sido reemplazados por modelos de sistemas similares de fabricantes occidentales, tanto de manufactura francesa (SAGEM) como de producción israelí (Soltam). Se fabrican a un ritmo de 100 unidades al año, para reemplazar a los T-72M1 actualmente en servicio e incluso en producción en la India.

## Historia

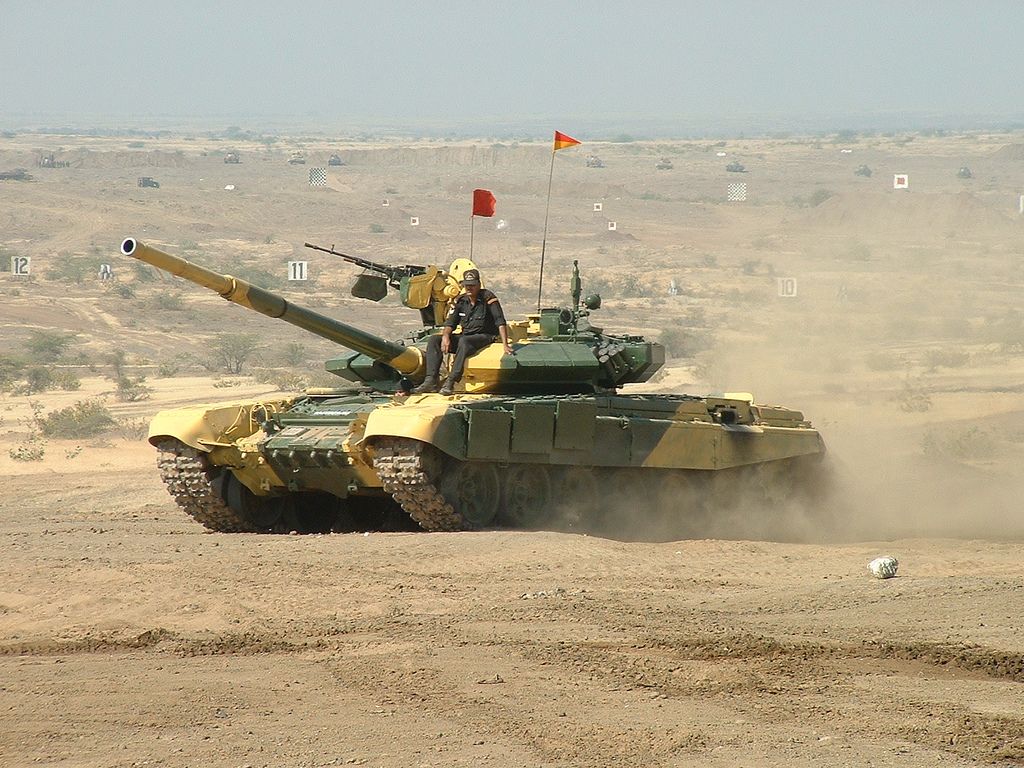
T-90S Bhishma del ejército Indio

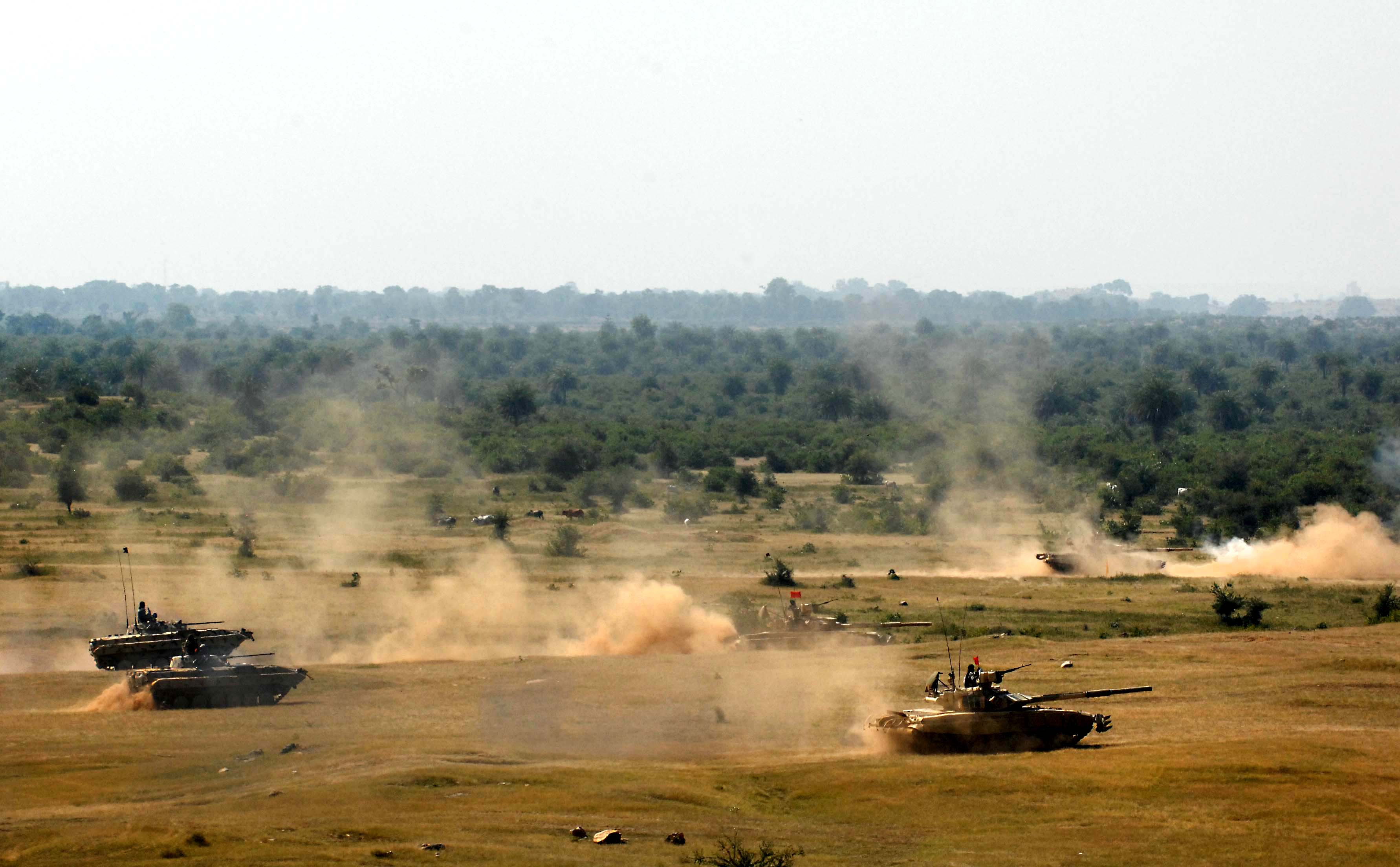
Una brigada blindada India en maniobras, en donde se vé el T-90S Bhishma desplegado junto al VCI BMP-2

La fabricación del T-90 "Bhishma" se inició con una serie de acuerdos firmados entre los gobiernos de India y de Rusia, ya que al ser un modelo directamente derivado del T-72 (más específicamente del T-72BU) y en el que se incluyen mejoras con partes de otras versiones modificadas; los que habrían sido dados de baja del inventario indio, darían pie a una fácil transición en cuanto a controles y demás a los tanquistas locales; y aparte, entre otras de sus mejoras serían las de su motorización, ya que a estos se les dotaría con un motor de 1000 CV fabricado en India, pero bajo asistencia rusa y los sistemas de protección activa como el Shtora-1, DRZORD-2, Kontakt-5, una nueva versión de torreta en dos variantes y blindaje añadido en las zonas más vulnerables, también sería fabricado localmente. Se comenzó su producción en serie en el año 2005, con kits originalmente provenientes de Rusia, siendo sustituidos paulatinamente con componentes de procedencia India.
El T-90 "Bhishma" fue desarrollado entre la Oficina de Diseño Kartsev-Venediktov, de la fábrica Uralvagonzavod en Nizhni Taguil, Rusia y la DRDO del Ministerio de Defensa de la India, en donde las variaciones de vehículos de preserie, el T-90A y el T-90S han sido altamente modificadas, siendo el T-90 "Bhishma" un modelo de los de exportación más modificados en su estructura electrónica y motorización en general. A mediados del 2006, 150 tanques T-90 "Bhishma" fueron asignados al servicio del ejército en la India, siendo su tanque rector el Arjún, y con el cual operará en conjunto en su próximo despliegue.
En abril de 2008 el Ejército de la India solicitó una cotización a las firmas Rafael, BAE Systems, Raytheon, Rosoboronexport, Saab, y IBD Deisenroth por el diseño para un sistema de defensa activa para el T-90S Bhishma. Se cree que este contrato sea tasado en US$270 millones. La propuesta ganadora resultó la de la firma sueca Saab, mediante su sistema LEDS-150, en enero del 2009.

## Características
Aunque su diseño sigue las líneas generales del T-72S, las características que le diferencian del mismo son su electrónica, que ya no son solamente de origen ruso; sino que usa elementos de procedencia francesa e israelí.
En las pruebas llevadas a cabo en el desierto de la India, los elementos de visión franceses denotaron muy bajo desempeño, sufriendo de desperfectos prematuros frente a elementos de origen español (de la firma "ENOSA"), de los que fue dotado un ejemplar de pruebas así como el tanque Arjún, siendo el sistema español de miras elegido en favor del francés, pese a que sus características supuestamente eran inferiores al modelo inicialmente seleccionado. Y en las pruebas de desempeño, éste se mostró bastante parejo con el citado anteriormente, quedando prácticamente en empate, salvo por los desperfectos señalados por sus evaluadores.[cita requerida]
Su cañón es una variante mejorada del 2A46M1, hecho bajo licencia, y la ametralladora PKT ha sido reemplazada por la ametralladora "Pecheneg" (calibre 7,62 mm), siendo su demás armamento el mismo del T-72 sobre el que se basa. Su blindaje reactivo se cree que es similar al Kontakt-5 al que se adosa al T-90S, pero hecho en una planta local.

## Usuarios
- India

En la India hay al menos 560 unidades en servicio.

### Desarrollos relacionados
- T-72M
- T-90S
- Arjun

### Vehículos similares
- Tipo 98G
 Tipo 99 A2
- P'ookpong Ho (M-2002)
- K2 Black Panther
- M-95 Degman
- M1 Abrams A2
- AMX-56 Leclerc
- Zulfiqar 3
- C1 Ariete
- Merkava IV
- /// Al-Hussein
- Tipo 90 
  Tipo 10
- / Al-Zarrar
/ Al-Khalid
- PT-91Z
- Challenger 2 LIP
- M-84AS (M-2001)
- / Stridsvagn 122
- T-90AM
 T-80UM2
- MİTÜP Altay
- T-84 Oplot-M

### Listas relacionadas
- Anexo:Tanques de combate principal por generación